# Estadística de Maxwell-Boltzmann
|  | No s'ha de confondre amb Distribució de Boltzmann o Distribució de Maxwell-Boltzmann. |

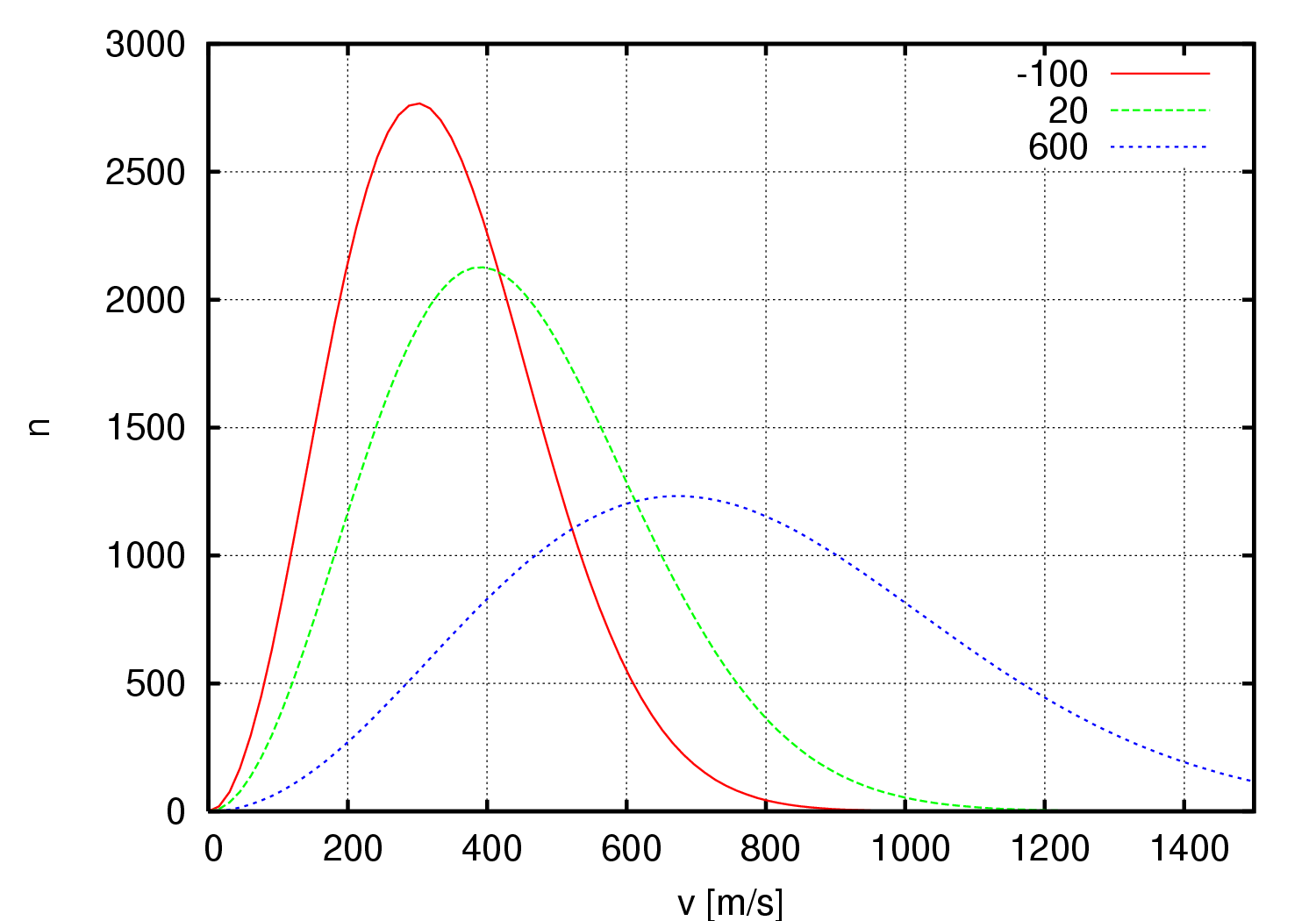
Distribució de velocitats, d'acord amb l'estadística de Maxwell-Boltzmann, en un conjunt de 10⁶ molècules d'oxigen a diferents temperatures, indicades en graus Celsius.

A la física estadística, l'estadística de Maxwell–Boltzmann (o, més col·loquialment, estadística M-B) descriu la distribució estadística de partícules sobre un conjunt d'estats energètics en equilibri tèrmic, quan la temperatura és prou alta i la densitat prou baixa com per poder negligir els efectes quàntics. L'estadística de Maxwell–Boltzmann és, per tant, d'aplicació en la gran majoria de fenòmens amb què ens trobem per als quals la temperatura està per damunt de les desenes (i sovint, centenars) de kèlvins.
Segons aquesta estadística, el nombre mitjà de partícules amb energia {\displaystyle \varepsilon _{i}}, {\displaystyle N_{i}}, ve donat per:
{\displaystyle {\frac {N_{i}}{N}}={\frac {g_{i}}{e^{(\varepsilon _{i}-\mu )/kT}}}={\frac {g_{i}e^{-\varepsilon _{i}/kT}}{Z}}}
on:
- {\displaystyle N_{i}} és el nombre esperat de partícules amb energia {\displaystyle \varepsilon _{i}}
- {\displaystyle \varepsilon _{i}} és l'energia de l'estat i
- {\displaystyle g_{i}} és la degeneració del nivell i, és a dir, el nombre d'estats amb aquesta mateixa energia
- {\displaystyle \mu } és el potencial químic
- {\displaystyle k_{B}} és la constant de Boltzmann
- T és la temperatura absoluta
- N és el nombre total de partícules, {\displaystyle N=\sum _{i}N_{i}\,}
- Z és la funció de partició, {\displaystyle Z=\sum _{i}g_{i}e^{-\varepsilon _{i}/kT}}
- {\displaystyle e^{(...)}} és la funció exponencial

De manera equivalent, la distribució de vegades es representa per l'expressió
{\displaystyle {\frac {N_{j}}{N}}={\frac {1}{e^{(\varepsilon _{j}-\mu )/kT}}}={\frac {e^{-\varepsilon _{j}/kT}}{Z}}}
on ara l'índex j especifica l'estat de la partícula en lloc del conjunt d'estat amb una energia {\displaystyle \varepsilon _{j}} donada.